# Pyramida
Pyramida (z řeckého πυραμίς, pyramis) je jehlanovitá stavba. Základem pyramid bývá zpravidla čtyřúhelník nebo trojúhelník, obecně to však může být jakýkoliv polygon. To znamená, že pyramida má obvykle tři nebo čtyři strany. Tyto strany musí být trojúhelníkové. Konstrukčně nejjednodušší je udělat pyramidu na čtvercové (resp. přibližně čtvercové) základně, protože nevzniká problém spojit stěny do jednoho bodu. Tuto vlastnost má drtivá většina starověkých pyramid.

## Historické stavby
Jsou známy egyptské pyramidy, núbijské, které byly odvozeny od egyptských, ale byly menší, čínské, mezoamerické, andské, francouzské, Cestiova pyramida v Římě, a další.

### Egyptské pyramidy

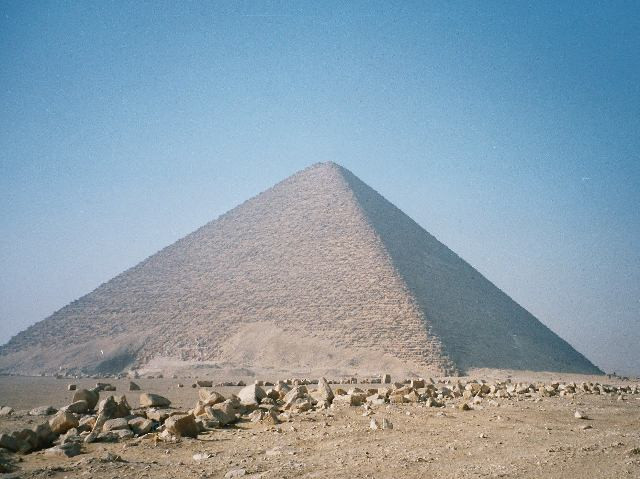

Pyramidy v Egyptě jsou nejznámější a nejstarší z pyramidových staveb, patří k největším stavbám v historii. Cheopsova pyramida je řazena mezi sedm divů světa a byla nejvyšší stavbou světa až do dokončení Lincolnské katedrály v roce 1311, jejíž věž pyramidu převyšovala. Věž však roku 1549 shořela po zásahu bleskem a nebyla nikdy obnovena v původní výšce. Nejvyšší stavbou světa pak byly v následujících stoletích různé církevní stavby (viz Seznam nejvyšších staveb světa).
Egyptské pyramidy jsou postaveny z velkých kamenných bloků, nebo z cihel. Stavba pyramid probíhala bez znalosti železa a složitějších technologií. První pyramida pochází z období 3. dynastie, poslední pak z 18., někdy bývá uváděno 14. dynastie (tzn. že všechny byly postaveny v mezi lety 2700 a 1700 př. n. l.)[zdroj?]
Přestože o účelu i vzniku egyptských pyramid koluje řada mýtů, které jsou označovány za nevědecké, a i vědecká obec je v této otázce rozdělena, panuje obecně přijímaná teorie, že pyramidy sloužily za hroby králů.[zdroj?] U některých pyramid je jedna či více dalších, menších pyramid, o nichž se předpokládá, že sloužily jako hroby manželek.[zdroj?] Některé z těchto staveb sloužily k náboženským účelům, egyptologové se domnívají, že v nich přebývala králova Ba. Někteří králové si nechali postavit dvě pyramidy, což bývá vysvětlováno jako projev egyptského dualismu (příslušní faraoni byli králové Horního i Dolního Egypta). Zajímavostí je, že existují i pyramidy, které sice měly být hrobkou, ale král se nechal pohřbít jinam.[zdroj?]
Egyptologové se domnívají, že pyramidy se vyvinuly z mastab a že jsou egyptským vynálezem, neovlivněným cizími vlivy.[zdroj?]

### Núbijské pyramidy

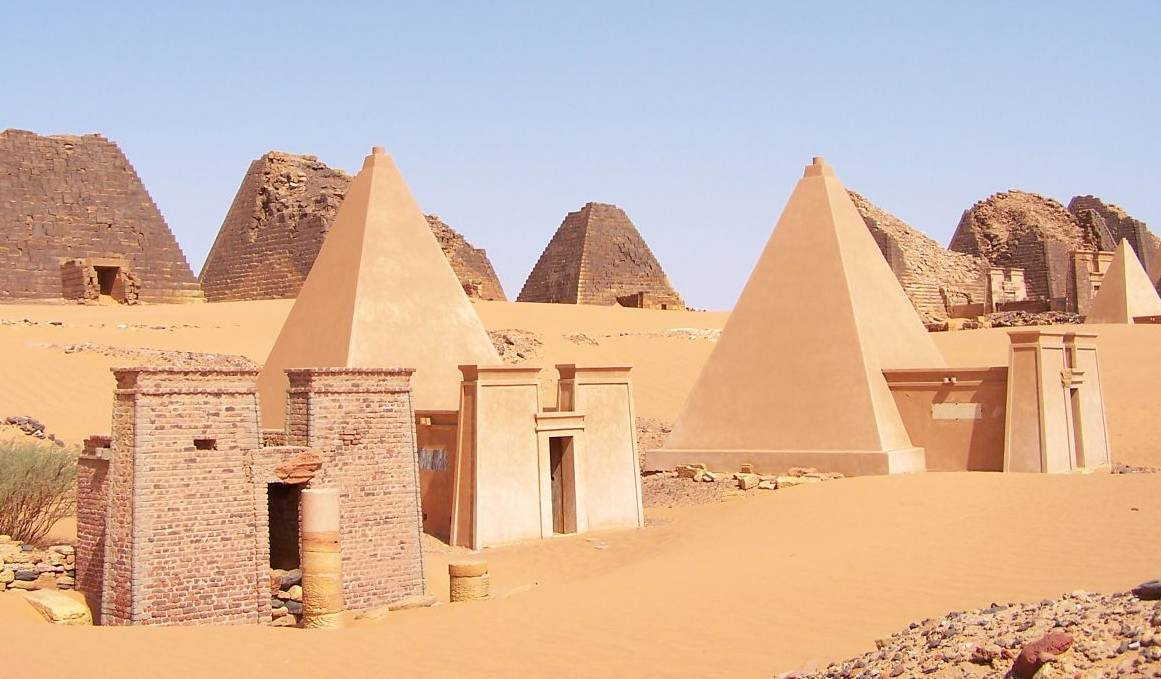

Núbijské pyramidy byly postaveny panovníky říše Kuš na třech místech současného Súdánu. Tyto pyramidy jsou ovlivněny egyptskými, ale proti nim jsou menší a strmější. V Núbii byly stavěny zhruba do roku 300, vzniklo asi 220 takových staveb. Tyto pyramidy nejsou hroby, ale pouze pomníkem mrtvého krále.

### Mezoamerické pyramidy

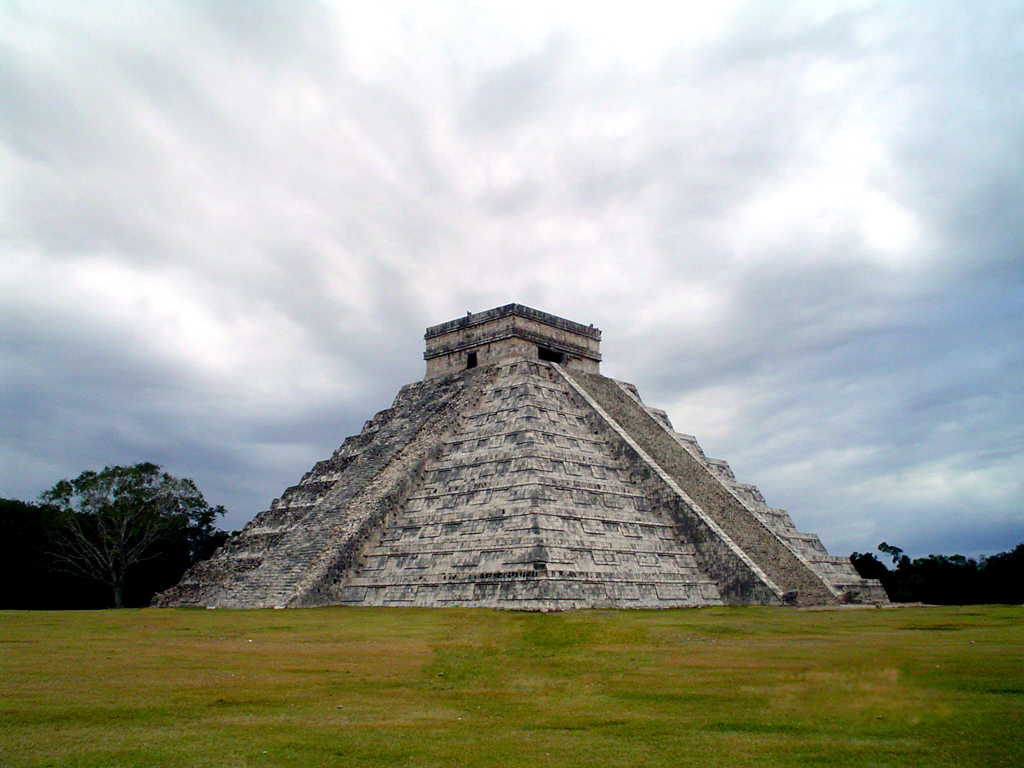
Kukulkánova pyramida v Chichén Itzá

Pyramidy v Mezoamerice patří k nejvýznačnějším pozůstatkům starověkých mezoamerických civilizací, především Toltéků, Mayů a Aztéků. Jsou sestaveny z kamenných kvádrů mnohem menších než egyptské pyramidy, takže je poměrně snadno uneslo několik málo lidí. Kvádry byly spojovány pomocí cementové malty. Stavitelé neznali železné nástroje ani kolo.

### Čínské pyramidy

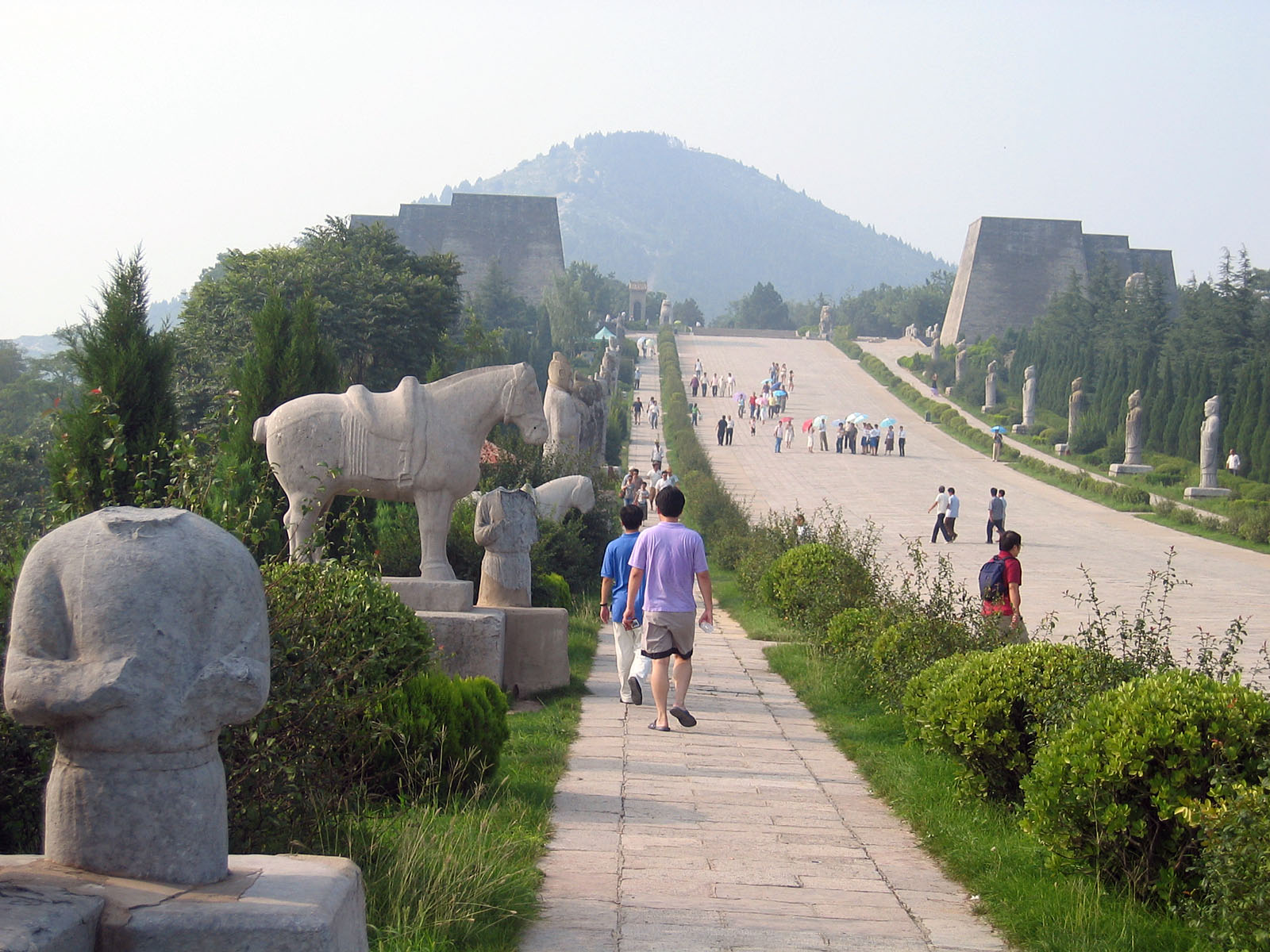

První čínský císař Čchin Š’-chuang-ti si nechal vybudovat pyramidální hrobku severovýchodně od centra města Si-an, tehdejšího hlavního města říše. Tvarem připomíná egyptské pyramidy, je postavena především z navezené a upěchované zeminy. Pod pyramidou by se měl nacházet pohřební sál, ale dosud nedošlo k jeho archeologickému průzkumu. Několik desítek podobných pyramid (často s komolým zakončením), jakožto hrobek císařské dynastie Západní Chan a vysokých státních funkcionářů, pak bylo vybudováno severozápadně od města, kde tvoří symbolickou ochrannou linii oproti mongolským nájezdníkům.

### Starověký Řím

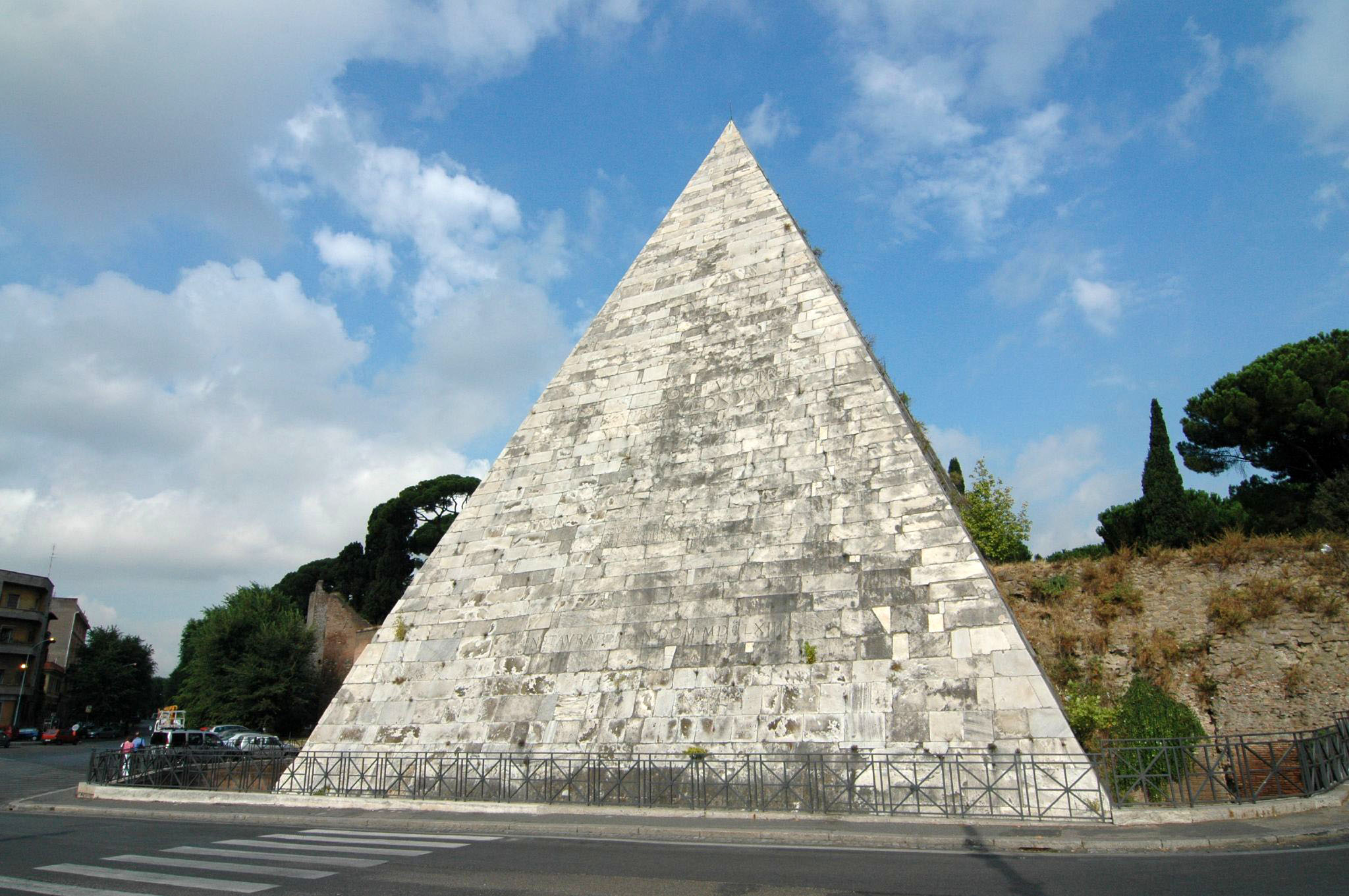

V průběhu existence římské říše bylo také postaveno několik pyramid, z nichž nejznámější je dosud existující Cestiova pyramida v Římě. Jedná se o 27 metrů vysokou stavbu z konce 1. století př. n. l.
Další římská pyramida byla postavena ve Faliconu ve Francii. Přímo v Římě byla postavena pyramida pojmenovaná Meta Romuli, která byla zničena koncem 15. století.

## Moderní stavby
Pyramida zůstává oblíbeným tvarem i pro novověkou a moderní architekturu. Některé příklady ukazuje následující galerie (chronologicky):

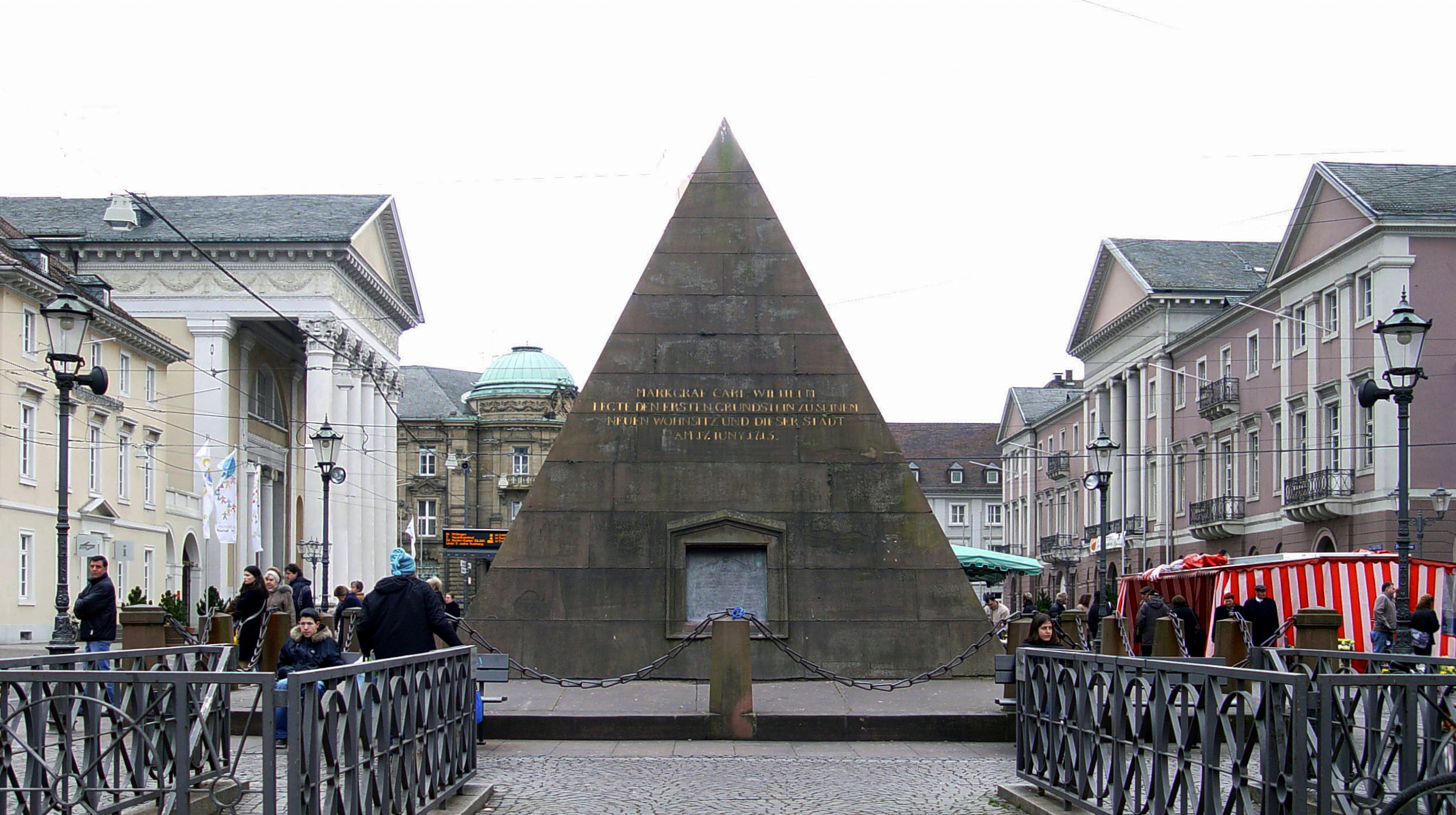
Hrobka zakladatele města markraběte Karla III. Viléma v Karlsruhe
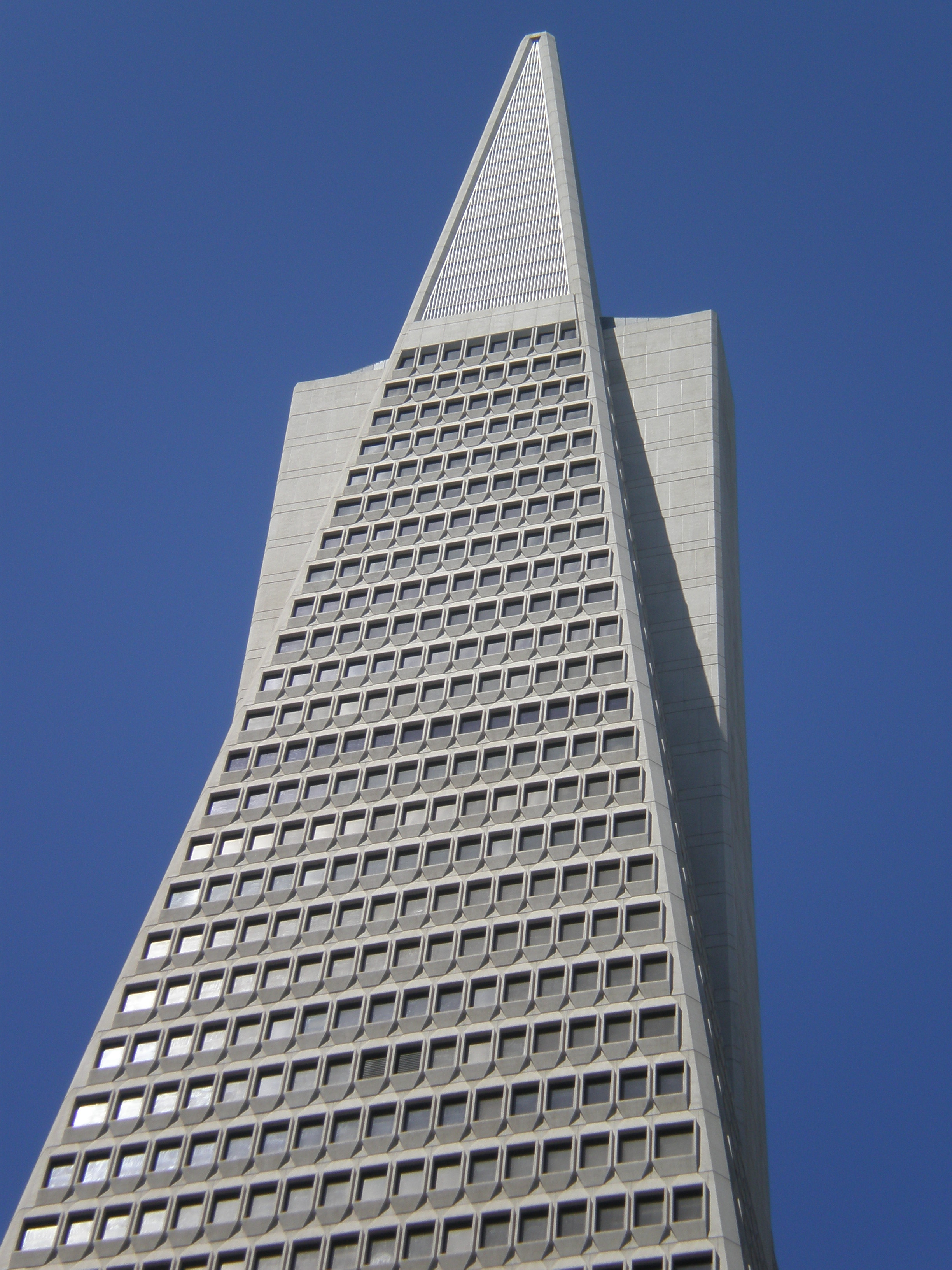
Transamerica Pyramid v San Franciscu
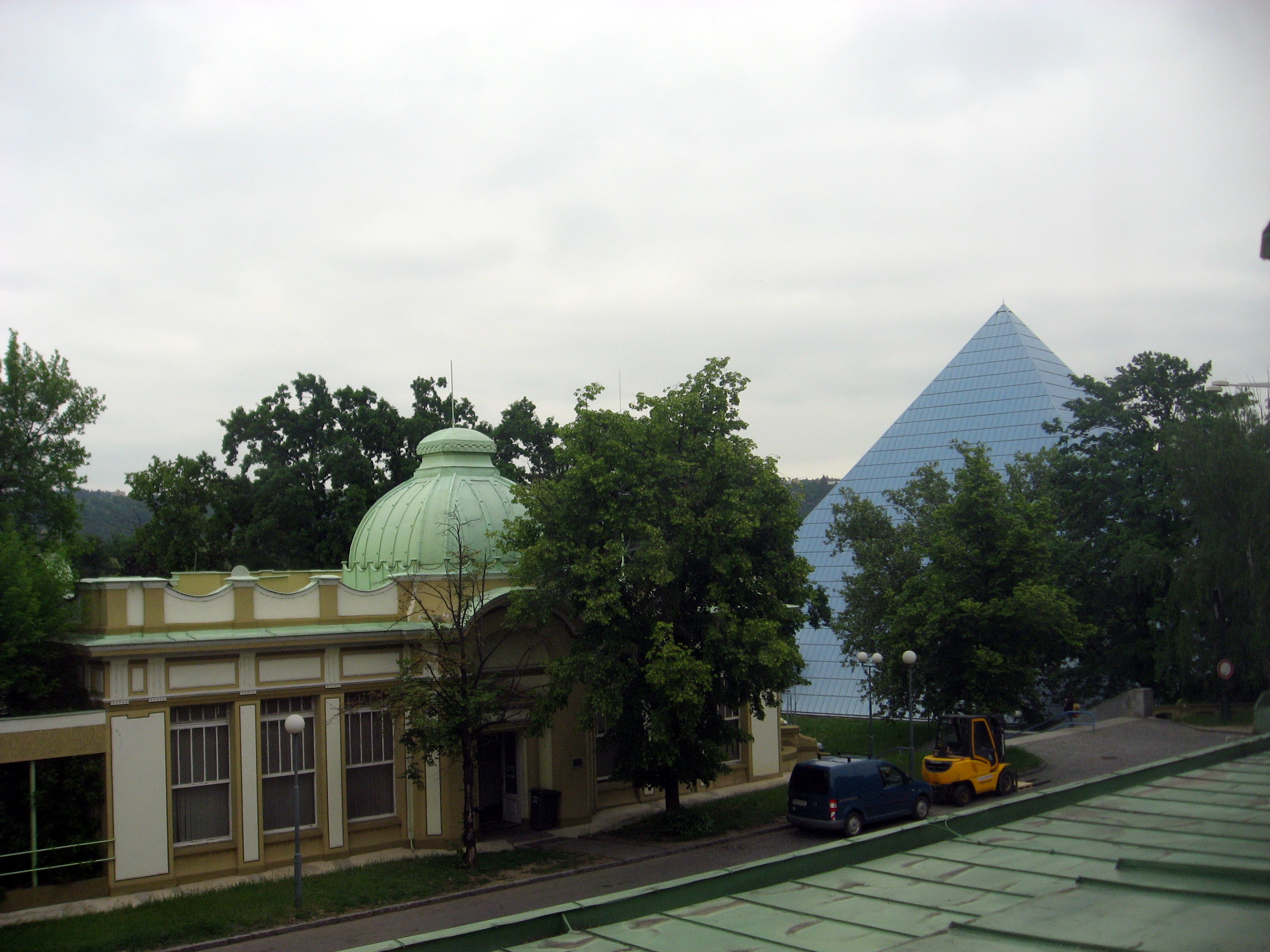
Pyramida – GoJa Music Hall v areálu Výstaviště Praha

## Symbolika
Historické pyramidy symbolizovaly například horu či kopec, které bývaly často považovány za posvátné hory. Již první stupňovité „pyramidy“ zikkuraty symbolizovaly horu. Egyptský bůh Ra, považovaný za otce faraonů, seděl na pyramidovitém kopci (tzv. prapahorek Benben). Egyptské pyramidy sloužily podobnému účelu jako mohyla a původně byly stupňovité (Džoserova pyramida). Mezoamerické pyramidy byly symbolické hory (například pyramida jako altepetl, tj. vodní hora, později metaforický termín pro „království“ – městský stát). Pyramidovité chrámy v Asii často představují horu Méru.